# Myrmecomyces annellisiae
Myrmecomyces annellisiae är en svampart som beskrevs av Jouvenaz & Kimbr. 1991. Myrmecomyces annellisiae ingår i släktet Myrmecomyces, divisionen sporsäcksvampar och riket svampar.   Inga underarter finns listade i Catalogue of Life.